# District de Dolakha
Le district de Dolakha, parfois orthographié Dolkha, (en népalais : दोलखा जिल्ला) est l'un des 77 districts du Népal. Il est rattaché à la province de Bagmati. La population du district s'élevait à 185 493 habitants en 2011.

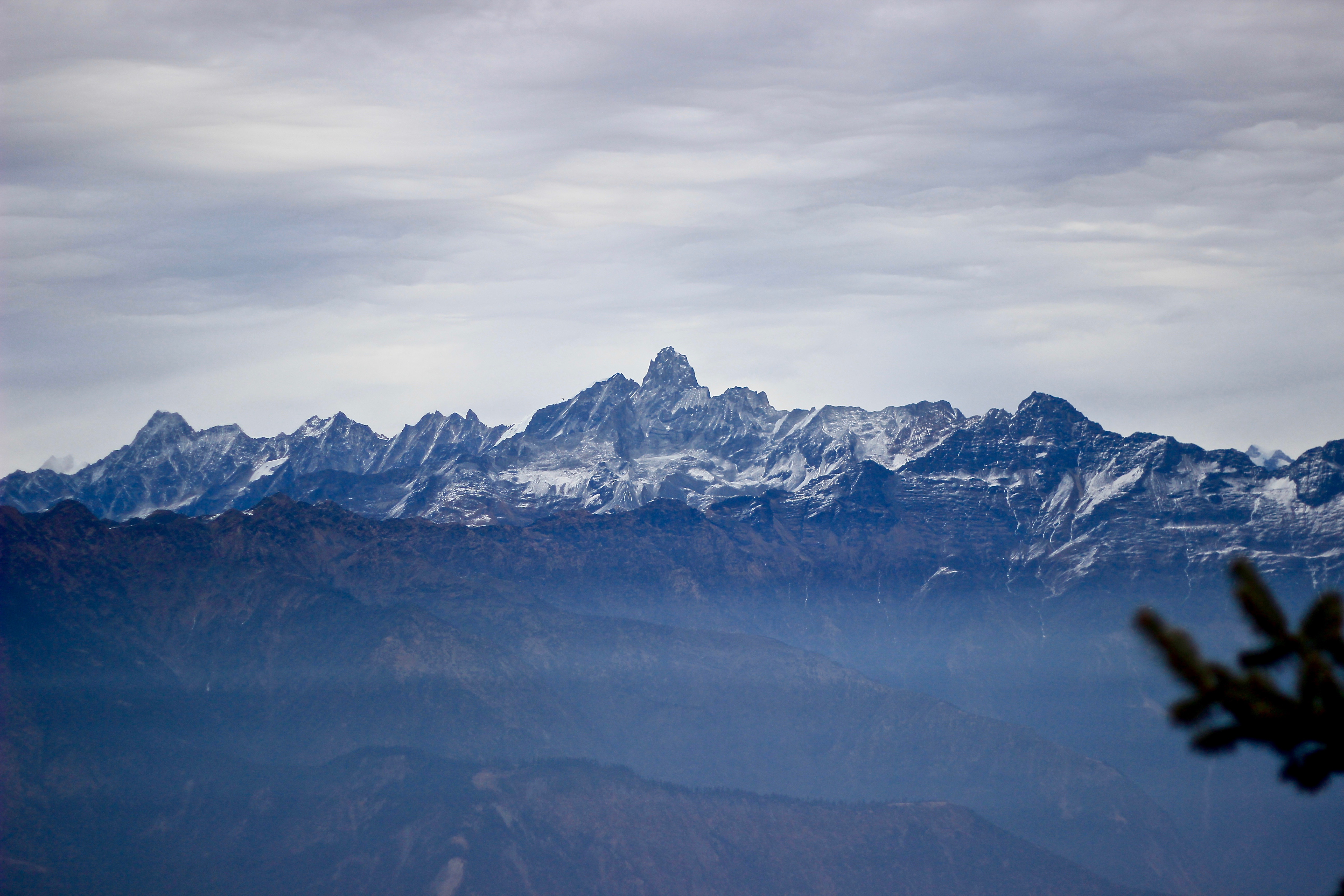
Mont Chhobo Bamaré

## Histoire
Il faisait partie de la zone de Janakpur et de la région de développement Centre jusqu'à la réorganisation administrative de 2015 où ces entités ont disparu.

## Subdivisions administratives
Le district de Dolakha est subdivisé en 9 unités de niveau inférieur, dont 2 municipalités et 7 gaunpalikas ou municipalités rurales.
| # | Nom           | Nom en népalais | Type         | Population (2011) | Superficie (km2) |
| - | ------------- | --------------- | ------------ | ----------------- | ---------------- |
| 1 | Jiri          | जिरी              | municipalité | 15 515            | 211,27           |
| 2 | Bhimeshwar    | भिमेश्वर           | municipalité | 32 480            | 132,5            |
| 3 | Kalinchok     | कालिन्चोक           | gaunpalika   | 22 954            | 132,49           |
| 4 | Gauri Shankar | गौरीशङ्कर          | gaunpalika   | 17 062            | 681,39           |
| 5 | Tamakoshi     | तामाकोशी            | gaunpalika   | 18 849            | 153,06           |
| 6 | Melung        | मेलुङ्ग            | gaunpalika   | 20 210            | 86,54            |
| 7 | Bigu          | विगु              | gaunpalika   | 18 449            | 663,2            |
| 8 | Baiteshwor    | वैतेश्वर           | gaunpalika   | 19 876            | 80,41            |
| 9 | Shailung      | शैलुङ्ग            | gaunpalika   | 20 098            | 128,67           |